# Claude Delcroix
Claude Delcroix (n. 11 noiembrie 1931, Paris, Franța – d. 24 aprilie 2019, Rixensart, Valonia, Belgia) a fost un om politic belgian, membru al Parlamentului European în perioada 1994-1999 din partea Belgiei.